# Kutsch

## Invention du Kutsch
Le Kutsch aurait été inventée en Autriche, au XVIIIe siècle, par une famille viennois (Ville de Vienne), qui s'appelait la famille Kutsche. Mais personne ne sait exactement où et quand il aurait été inventé.
Pour les articles homonymes, voir Kutch.

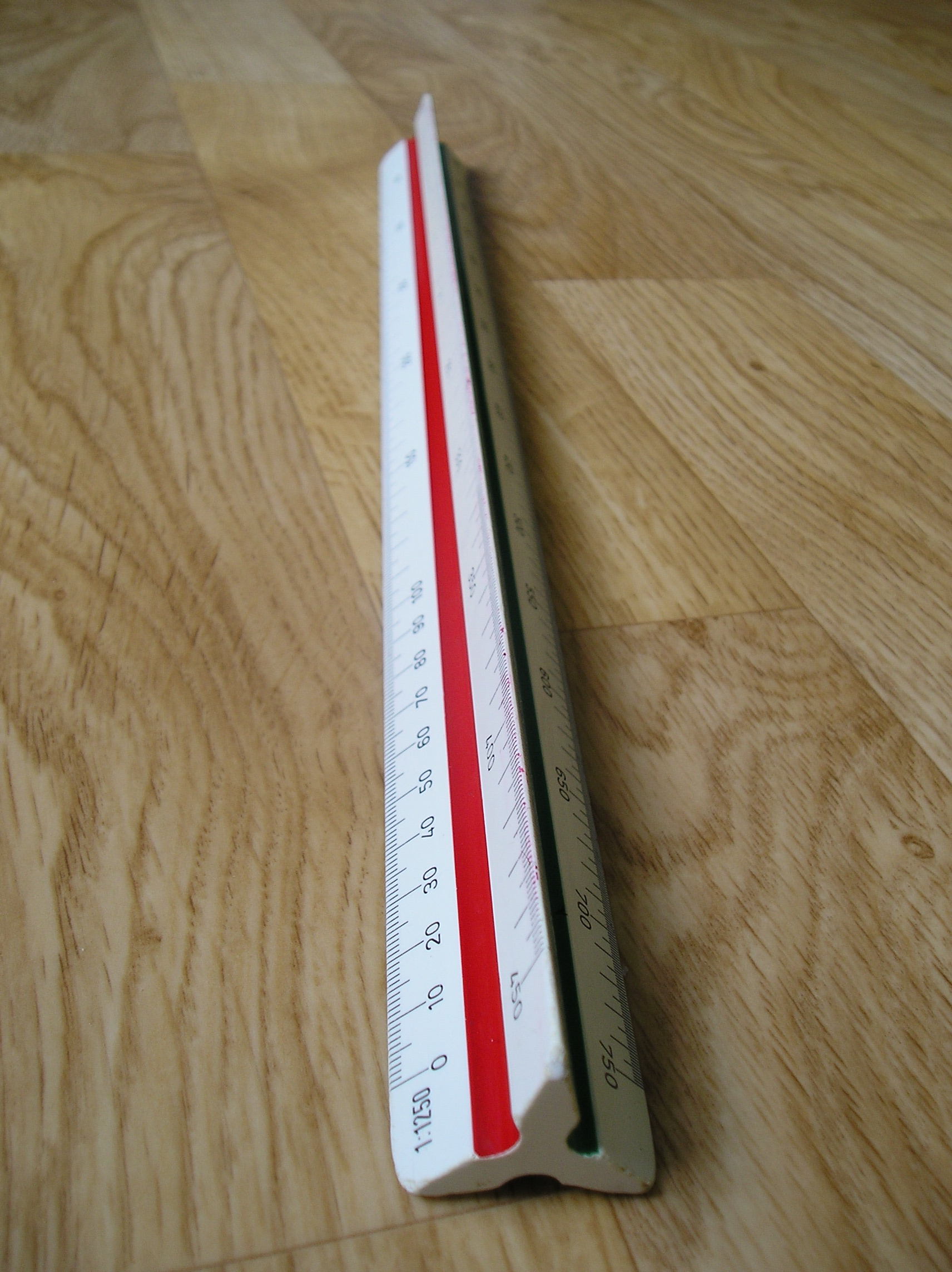
Exemple de kutsch

Le kutsch (parfois orthographié kutch ou cutch, et prononcé /kytʃ/), parfois nommé règle à échelles, règle graduée à échelles multiples, latte échelle de réduction (en Belgique francophone), ou échelle de réduction, est un type de règle à deux ou trois faces doubles graduées en fonction des échelles les plus courantes utilisées pour les cartes et les plans, permettant de porter ou de lire directement sur ces documents la distance entre deux points, sans avoir à faire de conversion.
La longueur utile habituelle d'un kutsch est de 300 millimètres. Les échelles présentes sont choisies en fonction du domaine d'utilisation (topographie, travaux publics, bâtiment, mécanique...). Il est souvent utilisé pour créer des plans pour la construction de bâtiments. Le plus souvent, on trouve sur les kutschs les combinaisons d'échelles suivantes :
- 1/500, 1/1000, 1/1250, 1/1500, 1/2000, 1/2500 ;
- 1/100, 1/200, 1/250, 1/300, 1/400, 1/500 ;
- 1/20, 1/25, 1/50, 1/75, 1/100, 1/125.